# Огура, Юки
Юки Огура ((яп.小倉 遊亀), наст. имя Мидзогами Юки (溝上 ゆき); 1 марта 1895, Оцу — 23 июля 2000, Камакура) — японская художница, работавшая в традиционном стиле нихонга.

## Жизнь и творчество
Получила высшее образование в городе Нара, в Высшей женской школе по специальности «японская и китайская литература» в 1917 году. В 1919 году начинает работать учительницей в школе для девочек в Иокогаме, одновременно беря уроки рисунка у художника Ясуды Юкихико. В 1926 году впервые выставляет свои работы на 13-й ежегодной Всеяпонской выставке «Интэн» и завоёвывает на ней приз (за полотна «Огурцы» и «Клубника»). Участвует и в последующих экспозициях «Интэн» со своими работами (в 1928 году полотно «Раннее лето»). После участия в 13-й выставке «Интэн» в Киото вступает в «Художественное общество креативного искусства».
Из творчества Юки Огуры известны в первую очередь её картины, изображающие женщин в их повседневном быту, зачастую представленную с юмором и обнажённую натуру, выполненную с элементами абстрактной живописи. В 1953 году художница получает «премию Уэмуры Сёэн», в 1954 году — премию министерства культуры Японии. В 1956 году она награждается «Большой премией Майнити» за достижения в изящных искусствах, а в 1962 году премией Японской академии художеств. В 1976 год Юки Огура становится членом Академии художеств Японии. В 1978 году ей было присвоено звание «Персоны с особыми заслугами в области культуры». В 1980 году была награждена японским «орденом Культуры». Среди её наиболее известных работ следует назвать картины «Купающиеся женщины» (1938), «Купальщица» (1939, обе в Национальном музее в Токио), а также «Отдых маленькой Ю» (1960) и «Танцующая гейша»)1969) из Национального музея Киото.